# セルジーニョ・デスト
セルジーニョ・デスト（Sergiño Dest, 2000年11月3日 - ）は、オランダ・アルメレ出身のサッカー選手。アメリカ代表。エールディヴィジ・PSVアイントホーフェン所属。ポジションはDF。

## クラブ経歴
アルメレ・シティFCの下部組織でサッカーを始めた。2012年にアヤックス・アムステルダムの下部組織に移籍。2018年10月15日にヨング・アヤックスで出場し、選手となった。このシーズンは17試合に出場し1得点2アシストを記録。また、UEFAユースリーグ 2018-19でも7試合1得点1アシストを記録した。
この結果、トップチームに昇格し、2019年7月27日に行われたヨハン・クライフ・スハールでトップチーム初出場。2-0で勝利しタイトルも獲得した。8月10日にエールディヴィジ初出場を記録、この試合では59分にヌサイル・マズラウィに代わって投入された。
2020年10月1日、FCバルセロナと2024-25シーズンまで5年契約にサインし、契約破棄金は4億ユーロとなる。移籍金は2100万ユーロに500万ユーロのバリエーションが加わる形となる。FCバルセロナ初のアメリカ人選手となった。
2022年9月1日、買い取りオプション付きでACミランにローン移籍。
ミランからバルセロナに戻るも、引き続きバルセロナのシャビ・エルナンデス監督の構想外となり、2023年8月21日にPSVアイントホーフェンに買取オプション付きのレンタルで移籍した。
アヤックス在籍時以来となるオランダリーグに復帰をすると、リーグ戦では25試合に出場して2得点を挙げてPSVのリーグ優勝に貢献。2024年4月下旬に前十字靱帯断裂の重症を負うもシーズン終了後の6月30日、PSVに完全移籍して翌シーズンもチームの一員としてプレーすることが発表された。

## 代表経歴
オランダ生まれ、オランダ育ちでありユース世代からオランダ代表を目指していたが、スリナム人の父親がアメリカ合衆国籍を持っているため、代表はアメリカ合衆国代表を選択。U-17代表では2017 FIFA U-17ワールドカップに、U-20代表では2019 FIFA U-20ワールドカップに出場した。
2019年9月7日に行われたメキシコ代表との親善試合でアメリカ合衆国代表初出場。

## 私生活
父親はスリナム人で、母親がオランダ人である。オランダ生まれ、オランダ育ちであり米国在住経験は一度も無く2014年に初めて親戚を訪ねるために渡米した時にアメリカサッカー協会が接触。当時は殆ど英語も話せなかった。2014年当時はユルゲン・クリンスマン米国代表監督が世界中のユース世代のアメリカ国籍保有者を発掘するプロジェクトを進めていた。

## 個人成績

### クラブ
2024年6月30日現在
| クラブ     | シーズン | リーグ戦         | リーグ戦 | リーグ戦 | カップ戦 | カップ戦 | 国際大会 | 国際大会 | その他 | その他 | 通算 | 通算 |
| クラブ     | シーズン | ディビジョン     | 出場     | 得点     | 出場     | 得点     | 出場     | 得点     | 出場   | 得点   | 出場 | 得点 |
| ---------- | -------- | ---------------- | -------- | -------- | -------- | -------- | -------- | -------- | ------ | ------ | ---- | ---- |
| アヤックス | 2019-20  | エールディヴィジ | 20       | 0        | 4        | 2        | 10       | 0        | 1      | 0      | 35   | 2    |
| アヤックス | 2020-21  | エールディヴィジ | 3        | 0        | 0        | 0        | 0        | 0        | 0      | 0      | 3    | 0    |
| アヤックス | 通算     | 通算             | 23       | 0        | 4        | 2        | 10       | 0        | 1      | 0      | 38   | 2    |
| バルセロナ | 2020-21  | ラ・リーガ       | 30       | 2        | 3        | 0        | 7        | 1        | 1      | 0      | 41   | 3    |
| バルセロナ | 2021-22  | ラ・リーガ       | 21       | 0        | 1        | 0        | 9        | 0        | 0      | 0      | 31   | 0    |
| バルセロナ | 通算     | 通算             | 51       | 2        | 4        | 0        | 16       | 1        | 1      | 0      | 72   | 3    |
| ミラン     | 2022-23  | セリエA          | 8        | 0        | 1        | 0        | 4        | 0        | 1      | 0      | 14   | 0    |
| PSV        | 2023-24  | エールディヴィジ | 25       | 2        | 2        | 0        | 10       | 0        | –      | –      | 37   | 2    |
| PSV        | 2024-25  | エールディヴィジ |          |          |          |          |          |          |        |        |      |      |
| PSV        | 通算     | 通算             | 25       | 2        | 2        | 0        | 10       | 0        | –      | –      | 37   | 2    |
| 総通算     | 総通算   | 総通算           | 107      | 4        | 11       | 2        | 40       | 1        | 3      | 0      | 161  | 7    |

| クラブ             | シーズン | リーグ                 | リーグ戦 | リーグ戦 | 合計 | 合計 |
| クラブ             | シーズン | リーグ                 | 出場     | 得点     | 出場 | 得点 |
| ------------------ | -------- | ---------------------- | -------- | -------- | ---- | ---- |
| ヨング・アヤックス | 2018-19  | エールステ・ディヴィジ | 17       | 1        | 17   | 1    |
| ヨング・アヤックス | 2019-20  | エールステ・ディヴィジ | 1        | 0        | 1    | 0    |
| 総通算             | 総通算   | 総通算                 | 18       | 1        | 18   | 1    |

## 代表歴

### 出場大会
- アメリカ代表
  - 2022 FIFAワールドカップ

### 試合数
- 国際Aマッチ 33試合 2得点（2019年 - ）[15]

| アメリカ代表 | 国際Aマッチ | 国際Aマッチ |
| 年           | 出場        | 得点        |
| ------------ | ----------- | ----------- |
| 2019         | 3           | 0           |
| 2020         | 2           | 0           |
| 2021         | 10          | 2           |
| 2022         | 8           | 0           |
| 2023         | 9           | 0           |
| 2024         | 1           | 0           |
| 通算         | 33          | 2           |

### 得点
| #  | 開催日         | 開催地                                                               | 対戦国     | スコア | 結果 | 試合概要                           |
| -- | -------------- | -------------------------------------------------------------------- | ---------- | ------ | ---- | ---------------------------------- |
| 1. | 2021年3月25日  | ウィーナー・ノイシュタット, スタディオン・ウィーナー・ノイシュタット | ジャマイカ | 1-0    | 4-1  | 親善試合                           |
| 2. | 2021年10月13日 | コロンバス, Lower.comフィールド                                      | コスタリカ | 1-0    | 2-1  | カタールW杯・北中米カリブ海3次予選 |

## タイトル
アヤックス
- ヨハン・クライフ・スハール : 2019

バルセロナ
- コパ・デル・レイ : 2020-21

PSV
- エールディヴィジ : 2023-24